# Washington Indoor 1978
Il Washington Indoor 1978 è stato un torneo di tennis giocato sul sintetico indoor. È stata la 7ª edizione del torneo che fa parte del Colgate-Palmolive Grand Prix 1978. Si è giocato a Washington negli Stati Uniti dal 13 al 19 marzo 1978.

## Campioni

### Singolare maschile
Brian Gottfried ha battuto in finale  Raúl Ramírez con il punteggio di 7–5, 7–6

### Doppio maschile
Robert Lutz /  Stan Smith hanno battuto in finale  Arthur Ashe /  John McEnroe con il punteggio di 6–7, 7–5, 6–1